# Bracia polscy w Prusach Książęcych
Bracia polscy, zwani arianami, socynianami, antytrynitarzami i chrystianami, a później na Mazurach także unitariuszami, osiedlili się na terenie Prus Książęcych po 1658, gdy zostali zmuszeni do opuszczenia Polski. Ich wspólnoty istniały tam do 1803.

## Historia osadnictwa
Bracia polscy pojawiali się na terenie Prus Książęcych jeszcze w XVI w. W tym okresie podejmowali studia na Albertynie w Królewcu oraz przyjeżdżali w interesach, także w misjach dyplomatycznych z ramienia dworu polskiego, Radziwiłłów herbu Trąby do księcia Albrechta.
W latach 1564–1565 Jan Mączyński (arianin) pilnował druku w Królewcu swojego słownika łacińsko-polskiego pt. Lexikon latino-polonicum ex optimis latinae linguae scriptoribus concinnatum.
Przed uchwałą sejmową z 1658 skazującą braci polskich na wygnanie w Mikoszach w 1637 osiedlił się arianin Franciszek Pułkowski (Puławski?). Decyzję o liczniejszym osadnictwie na terenie Prus Książęcych podjęto na synodzie w Cluj (w 1663). Po tym pewna grupa braci polskich przeniosła się z Siedmiogrodu na teren obecnych Mazur.
Osadnictwem arian zainteresowany był elektor Fryderyk Wilhelm ze względu na potrzebę zaludnienia pustek po polskich najazdach represyjnych w 1656–1657 na Prusy Książęce. Najazdy te z udziałem Tatarów realizowane były po uznaniu się przez elektora w dniu 17 stycznia 1656 lennikiem Szwecji z Prus Książęcych. W wyniku tych najazdów z terenów, gdzie była głównie ludność polska (osadnicy z Mazowsza i Kujaw od lat zasiedzieli na terenie Prus Książęcych) znaczna część mieszkańców z terenów obecnych powiatów: piskiego, oleckiego, ełckiego, gołdapskiego, węgorzewskiego, giżyckiego i w części kętrzyńskiego i mrągowskiego sprzedawana była na targach niewolników w Stambule. Jak pisał Wojciech Kętrzyński taki los spotkał hrabinę Mariannę Lehndorff (z domu Szlichtyng) ze Sztynortu.
Do najbardziej znanych braci polskich osiadłych na terenie Prus Książęcych należał Samuel Przypkowski, który na stałe osiedlił się tu w 1661 początkowo w Kotle, a od 1666 wraz z Mikołajem Suchodolskim wszedł w posiadanie Kosinowa na zasadzie własności zastawnej. Nieco wcześniej Zbigniew Morsztyn w 1663 został dożywotnim dzierżawcą Rudówki i później Jagodnego. Kosionowo i Rudówka były najważniejszymi ośrodkami duchowymi braci polskich w Prusach Książęcych.

### Geografia osadnictwa ariańskiego na terenie Prus Książęcych
Bracia polscy osiedlali się zwartymi grupami na terenie wsi oraz mniej w miastach.
Wspólnoty arian istniały w Królewcu i w Piszu.
Wykaz znanych wsi w których użytkownikami (dzierżawcy, użyczenie za zastaw, właściciele) majątków ziemskich byli bracia polscy: Biała Olecka, Borki, Brożówka, Gałwuny, Głąbowskie (wieś nie istnieje – teren poligonu), Jagodne Małe, Kobylin, Kocioł, Koczarki, Kosinowo, Kozaki, Królowa Wola, Krupin, Mikosze, Ogródki, Ogródek, Pietrzyki, Pogorzel, Rakowo Małe, Rogajny, Stare Guty, Stara Różanka, Stara Rudówka, Talusy, Włosty, Zawady i Żabin.
Znane zbory (jako wspólnoty wiernych, a nie budowle) braci polskich na terenie Prus: Kosinowo, Królewiec, Królowa Wola i Stara Rudówka.

### Zagrożeni wypędzeniem
Już w 1665 landtag (sejm Prus Książęcych) reprezentujący stany pruskie (luterańskie duchowieństwo, szlachtę i mieszczan) podjął uchwałę o wypędzeniu arian z Prus Książęcych. Elektor ograniczył się jednak do wydania na początku 1666 zakazu głoszenia tego wyznania, wszelkich zgromadzeń ariańskich oraz polecił wykonać spisy braci polskich w poszczególnych starostwach.
Naciski stanów pruskich w sprawie wypędzenia powtórzyły się w 1672, po których Elektor zalecił starostwom sporządzenie ponownych wykazów arian i informacji, czy nie propagowali swojego wyznania. Wrogość duchowieństwa protestanckiego wobec nowego wyznania była zrozumiała, a wrogość szlachty pruskiej (pochodzenia: litewskiego, niemieckiego, polskiego i pruskiego) oraz bogatego mieszczaństwa wynikała nie tylko ze względów teologiczno-doktrynalnych, ale również gospodarczych.
Wspólnoty braci polskich powstałe na bazie majątków użytkowanych przez szlachtę ariańską były niezwykle atrakcyjne ze względów bytowych dla poddanych z majątków szlachty protestanckiej, co gdyby nie rygorystyczne zakazy, doprowadziłoby do masowego ich zbiegostwa. Poziom i jakość produkcji rolniczej i rzemieślniczej z ośrodków ariańskich stanowiła groźną konkurencję: ze względu na poziom wykształcenia arian, wprowadzanie nowinek technologicznych możliwe było dzięki szerokim kontaktom zagranicznym, w tym z kryptoarianami w Rzeczypospolitej.
Po śmierci księcia Bogusława Radziwiłła w dniu 31 grudnia 1669 pod Królewcem bracia polscy stracili możnego protektora, który jako namiestnik (gubernator) Prus Książęcych wspierał ich osadnictwo na terenie Prus. Bracia czynnie uczestniczyli w jego pogrzebie w Królewcu, a Samuel Przypkowski i Zbigniew Morsztyn przygotowali ostateczną wersję jego „Autobiografii” wydanej pośmiertnie. Zbigniew Morsztyn został głównym opiekunem jego córki (w chwili śmierci ojca miała 2 lata) Karoliny Ludwiki Radziwiłłówny. Morsztyn skutecznie zabiegał o zabezpieczenie jej spadku – majątków na terenie Rzeczypospolitej.

### Epigoni i następcy
Według Toeppena bracia polscy na Mazurach przetrwali najdłużej w Kosinowie i Talusach. Działalność zboru ariańskiego w Kosinowie zakończyła się w 1803 roku.

## Synody braci polskich na terenie Prus Książęcych
Na terenie Prus Książęcych odbyło się pięć znanych synodów braci polskich, w tym trzy w Kotle (z których dla dwóch znane są daty spotkań). Pozostałe synody zwoływane były w następujących terminach:
- 29 września 1665 synod w Kotle k. Pisza z udziałem braci z Siedmiogrodu i Prus Polskich. W synodzie tym uczestniczyli m.in.: Samuel Przypkowski, Zbigniew Morsztyn, Daniel Jaśkiewicz i Jan Trembecki.
- 29 marca 1668 synod w Kotle k. Pisza. W synodzie tym uczestniczyli m.in.: Samuel Przypkowski, Zbigniew Morsztyn, Tobiasz Arciszewski i Aleksander Konarski.
- 24 października 1678 synod w Rudówce, w którym udział wzięli bracia polscy z Marchii Bradenburskiej.
- 14 października 1684 synod w Rudówce. Na synodzie tym nauczycielem zboru wybrano Benedykta Wiszowatego.

## Duchowni ariańscy[1]
Zbór w Rudówce
- ok. 1666–1676 Tobiasz Arciszewski (zm. 20 kwietnia 1676)
- 1676–1678 Jan Jakub Ryniewicz Trembecki (1597-1678)
- 1678–1687 Daniel Jaśkiewicz (zm. 1687)
- 1687–? (przed 1721) Samuel Stano
- przed 1721–? Samuel Kącki
- ?–1746 Tomasz Łabęcki, przeniesiony do Kosinowa
- 1746?–1752 NN Taszycki (zm. 15 lipca 1752)
- 1753 zbór liczący 20 członków zlikwidowano

Zbór w Kosinowie
- 1671–1680 Krzysztof Crell-Spinowski
- 1680–1684 Krzysztof Szlichtyng, syn Jonasza Szlichtynga
- 1684–ok. 1704 Benedykt Wiszowaty
- po 1704 – przed 1712 Krzysztof Szlichtyng (ponownie)
- 1712–1746 Tobiasz Wilkowski (zm. 27 marca 1746)
- 1746–? Tomasz Łabęcki, przeniesiony z Rudówki
- 17??–1760 Paweł Crell (zm. 1760)
- 17??-–1803 Krzysztof Jonasz Szlichtyng (zm. ok. 1803) syn Krzysztofa
- po 1779–? Jan Samuel Taszycki, pomocnik poprzednika
- 1811 roku zbór rozwiązano

## System oświaty
W kilkudziesięciu wspólnotach braci polskich w Prusach funkcjonowały domowe szkoły z nauczaniem elementarnym: nauka czytania i pisania po polsku oraz nauka katechizmu z „Katechizmu Rakowskiego”, którego dodruki realizowane były później po likwidacji Akademii Rakowskiej. Edukacją w tej formie objęte były wszystkie dzieci ariańskie z danej miejscowości. Ariańskie szkoły elementarne w pewnym sensie przypominały znane judaizmie chedery, które także funkcjonowały w diasporze Szkoły ariańskie o wyższym już poziomie nauczania m.in. z nauką łaciny były w Kosinowie i Rudówce. Młodzi arianie podejmowali naukę także w szkołach innych wyznań i na uniwersytetach. Młodzież z ubogich rodzin ariańskich korzystała ze stypendiów m.in. z odsetek od legatu w kwocie 6000 talarów ustanowionego w 1672 przez Morsztyna. Bracia polscy z Prus studiowali najczęściej w Altdorfie k. Norymbergi, Berlinie, Frankfurcie nad Odrą, Królewcu na Albertynie i Lejdzie. System oświaty prowadzony przez arian w Prusach przyczynił się do utrwalenia języka polskiego na Mazurach, także poprzez mobilizację luteran do zakładania szkół powszechnych, gdzie też nauczano w języku polskim.

## Prekursorska działalność
Bracia polscy osiadli w Prusach Książęcych byli prekursorami różnych rozwiązań gospodarczych wyprzedzających epokę. Znajomość geodezji i praktyczna realizacja zadań z dziedziny kartografii pozwoliła im na opracowanie projektów budowy kanałów mazurskich. Prace inżynierskie w tym zakresie prowadzili: Józef Naronowicz-Naroński, Samuel Suchodolec (Suchodolski) i Jan Władysław Suchodolec. Wiedza przywieziona z Niderlandów pozwoliła im na upowszechnienie wiatraków „holendrów”. (W 1946 na terenie Warmii i Mazur było 95 wiatraków, w tym: 14 koźlaków, 20 paltraków i 61 typu holenderskiego). Arianie byli też pionierami w zakresie uprawy ziemniaków. Pierwsi w Polsce uprawę ziemniaków wprowadzili w pierwszej połowie XVII wieku w Szlichtyngowie na Sądecczyźnie . Po banicji arian z Polski znajomość uprawy tej rośliny przewieźli na teren Prus. Ziemniaki uprawiane były już w folwarkach szlacheckich i gospodarstwach chłopskich, gdy król Prus Fryderyk II Wielki nakazał uprawę tej rośliny.